# Маккасторна
Маккасторна (італ. Maccastorna) — муніципалітет в Італії, у регіоні Ломбардія,  провінція Лоді.
Маккасторна розташована на відстані близько 420 км на північний захід від Рима, 65 км на південний схід від Мілана, 34 км на південний схід від Лоді.
Населення — 65 осіб (2014).

## Демографія
Населення за роками:

Станом на 1 січня 2023 року в муніципалітеті офіційно проживало 7 іноземців з 4 країн, серед них 4 громадяни країн Євросоюзу.

## Сусідні муніципалітети
- Кастельнуово-Бокка-д'Адда
- Кротта-д'Адда
- Мелеті